# 35076 Yataro
35076 Yataro este un asteroid din centura principală de asteroizi.

## Descriere
35076 Yataro este un asteroid din centura principală de asteroizi. A fost descoperit pe 21 ianuarie 1990 la Geisei de Tsutomu Seki. Asteroidul prezintă o orbită caracterizată de o semiaxă mare de 2,65 ua, o excentricitate de 0,04 și o înclinație de 12,5° în raport cu ecliptica.